# エドワード・オブ・ミドルハム
エドワード・オブ・ミドルハム（Edward of Middleham, 1473年頃 - 1484年4月9日）またはエドワード・プランタジネット（Edward Plantagenet）は、イングランドの王太子（プリンス・オブ・ウェールズ）であり、国王リチャード3世とアン・ネヴィルの1人息子である。

## 生涯
エドワードの出生年は確かではないが、ミドルハム城（母方の祖父であるウォリック伯リチャード・ネヴィルの以前の所有物）で生まれたことは知られている。1478年、クラレンス公ジョージが反逆罪で処刑されると、そのソールズベリー伯の称号はエドワードに与えられた（エドワードの死後、クラレンス公の遺児エドワードに返還された）。
1483年、父がイングランド王位に就くと、エドワードもまたプリンス・オブ・ウェールズ（王太子）になった。叙任式典はヨーク大聖堂で執り行われたが、同時代の資料によるとこの式典はかなり急いで手配されたことが窺える。恐らくエドワード少年は健康問題によりロンドンでの両親の戴冠式にも出席できなかったため、体調の回復を待ってイングランド北部のヨークで式典を行ったのだろう。
翌1484年のエドワードの急死によって、父リチャードは後継者を失い（実子に代わって甥たち、クラレンス公の遺児エドワード、次いでリンカーン伯ジョン・ド・ラ・ポールを王位継承者に指名した）、父のライバルであるリッチモンド伯ヘンリー・テューダーが王位を獲得する道を開いた。エドワードはシェリフ・ハットンの教区教会に埋葬された。

エドワード・オブ・ミドルハムの紋章